# 卡捷里尼夫卡 (布利茲紐基區)
48°44′3″N 36°25′54″E / 48.73417°N 36.43167°E
卡泰里尼夫卡（烏克蘭語：Катеринівка）是位於烏克蘭東部的村莊，由哈爾科夫州洛佐瓦區的布利茲紐基市鎮負責管轄。該村始建於1925年，面積0.33平方公里，海拔高度117米，2001年人口60，人口密度每平方公里181.8人。